# Å, Lavangen
Å, Lavangen este o localitate din comuna Lavangen, provincia Troms, Norvegia. Partea sudică a localității se numește Soløy.